# Mark de Boer
Mark de Boer (1970) is een christelijk bestuurder en schrijver. Hij werkte als directeur bij Stichting Agapè, Ark Mission en de ChristenUnie.

## Levensloop
De Boer groeide op binnen de Vergadering van Gelovigen. Hij studeerde bedrijfskundige economie aan de Vrije Universiteit in Amsterdam. Na het afronden van zijn studie werkte De Boer een aantal jaren bij Pinkroccade en ict-dienstverlener Atos Origin. In 2004 ruilde hij het bedrijfsleven in voor een baan de christelijke evangelisatieorganisatie Stichting Agapè, vanaf 2007 als directeur.
In zijn periode bij Agapè schreef De Boer het boek met de opvallende titel Nooit meer evangeliseren. Daarin spreekt hij zijn ongemak uit over straatevangelisatie. In 2015 maakte De Boer de overstap naar Ark Mission. Onder zijn directeurschap werd de uitgeverij Ark Media overgedaan naar Royal Jongbloed. Begin 2020 werd De Boer tijdelijk aangesteld als directeur van het partijbureau van de ChristenUnie. Hij vervulde deze functie voor een half jaar. Eerder was hij vier jaar lid geweest van het landelijk bestuur van de partij. 

## Persoonlijk
Samen met zijn vrouw Mira heeft De Boer drie kinderen. Kerkelijk zijn ze aangesloten bij een Rafaël-gemeente, behorend tot de pinksterbeweging.

## Publicaties
- Nooit meer evangeliseren, 2011 ISBN 9789033819643
- Upside down. Upside down. Johannesevangelie To go, 2015 ISBN 9789033877339
- Rise en fall. Helden uit Genesis To go, 2015 ISBN 9789033819681
- Ik ben bang. Woorden van moed als je worstelt met angst, 2020